# 杨承宗
杨承宗（1911年9月5日—2011年5月27日），江苏吴江人，放射化学家，原中国科学技术大学副校长，中国放射化学的奠基人之一。

## 生平
杨承宗于1932年毕业于大同大学。1934年进入国立北平研究院镭学研究所研究放射化学，师从瑪麗·居禮的首位中国学生郑大章。1947年经严济慈推荐，杨承宗赴法国巴黎大学镭学研究所留学，师从瑪麗·居禮的女儿、诺贝尔奖得主伊雷娜·约里奥-居里。1951年，获巴黎大学理学院博士学位。此后回到中国，任中国科学院近代物理研究所（后更名为原子能研究所）研究员，投入了中国原子能事业的开创工作。1958年中国科学技术大学成立，杨承宗担任放射化学和辐射化学系主任。1961年出任第二机械工业部铀矿选冶研究所（北京第五研究所）业务副所长，带领科研人员制备出了中国第一颗原子弹的核铀原料。文化大革命期间他曾被批判“业务挂帅”、“崇洋媚外”。1970年他随中科大迁往合肥，1979年出任副校长。1980年，他倡导创办了中国首所自费走读大学合肥联合大学，并担任首任校长。
杨承宗曾任第三至七届全国人大代表，第六、七届安徽省人大常委会副主任，安徽省科学技术协会主席。2011年5月27日，他在北京逝世，终年一百岁。